# Irvine Arditti
Irvine Arditti, född 1953 i London, är en engelsk violinist.
Arditti började sina studier vid 16 års ålder vid Royal Academy of Music för Clarence Myerscough och Manoug Parikian. Han anställdes i London Symphony Orchestra 1976 och två år senare blev han andre konsertmästare. Han lämnade orkestern 1980 för att kunna ägna mer tid åt sin stråkkvartett, Arditti Quartet, som han grundat 1974 under studietiden. Irvine Arditti invaldes som utländsk ledamot av Kungliga Musikaliska Akademien 2009.
Ardittikvartetten är specialiserad på nutida musik av tonsättare som Pierre Boulez, Andrew Carter, Brian Ferneyhough, György Ligeti, med flera. De första medlemmarna var Irvine Arditti, Lennox Mackenzie (som efterträddes av Alexander Balanescu och senare David Alberman 1987) (violin), Levine Andrade (viola), och John Senter (violoncell) (som efterträddes av Rohan de Saram 1985).